# Battaglia del mar Ligure
La battaglia del mar Ligure si svolse il 18 marzo 1945 nelle acque tra la Corsica e l'isola di Gorgona, parte dei più ampi eventi della battaglia del Mediterraneo della seconda guerra mondiale: una formazione della Kriegsmarine tedesca, al rientro da una missione di posa di mine nel Tirreno, fu attaccata da due cacciatorpediniere della Royal Navy britannica, perdendo due unità nel corso di un breve combattimento.
Lo scontro viene ricordato come l'ultima battaglia navale di superficie svoltasi nel Mediterraneo durante la seconda guerra mondiale, e come una delle ultime battaglie di superficie sostenute dalla Marina militare tedesca nella sua storia.

## Antefatti
Dopo l'armistizio firmato dall'Italia nel settembre 1943 e la conseguente invasione e occupazione della penisola da parte della Germania, la Kriegsmarine tedesca aveva organizzato una serie di flottiglie di unità leggere sfruttando le navi catturate nelle basi e nei cantieri italiani, con cui continuare le operazioni belliche nel bacino del Mediterraneo; la superiorità acquisita dagli Alleati era però preponderante, e le unità navali tedesche andarono incontro a un lento logoramento.
Nella notte del 17 marzo 1945, le ultime tre unità operative della 10ª Flottiglia tedesca del capitano di corvetta (Korvettenkapitän) Wirich von Gartzen di stanza a Genova salparono per una missione di minamento offensivo delle acque a nord-est della Corsica: le torpediniere TA24 e TA29 (rispettivamente le ex italiane Arturo ed Eridano della classe Ariete) posarono con successo uno sbarramento di 56 mine a sud dell'isola di Gorgona, mentre il cacciatorpediniere TA32 (ex italiano Premuda, a sua volta ex unità iugoslava Dubrovnik) posava 76 mine a nord di Capo Corso; le tre unità si riunirono per iniziare il ritorno verso Genova, ma quando furono a circa dodici miglia a nord di Capo Corso furono localizzate da una stazione radar alleata situata nelle vicinanze di Livorno. Nelle prime ore del 18 marzo la segnalazione fu quindi inviata ai quattro cacciatorpediniere alleati della 3rd Destroyer Flotilla impegnati nel pattugliamento della zona: le unità francesi Basque e Tempete e le britanniche HMS Meteor e HMS Lookout.
L'ufficiale al comando della formazione alleata, il comandante del Tempete capitano di fregata (capitaine de frégate) André Morazzani, ordinò alle unità britanniche di dirigere a tutta forza verso le navi tedesche mentre lui portava i più lenti cacciatorpediniere francesi verso sud-est per fornire protezione a un convoglio alleato in navigazione vicino a Capo Corso e che si riteneva fosse l'obiettivo dei tedeschi; il comandante del Lookout, capitano di corvetta (lieutenant commander) Derick Hetherington assunse quindi la guida dell'azione e si diresse insieme al Meteor incontro alle navi tedesche. Quando Morazzani si rese conto che i tedeschi non stavano puntando sul convoglio si trovava ormai troppo lontano dal luogo del contatto e i cacciatorpediniere francesi non parteciparono all'azione.

## La battaglia

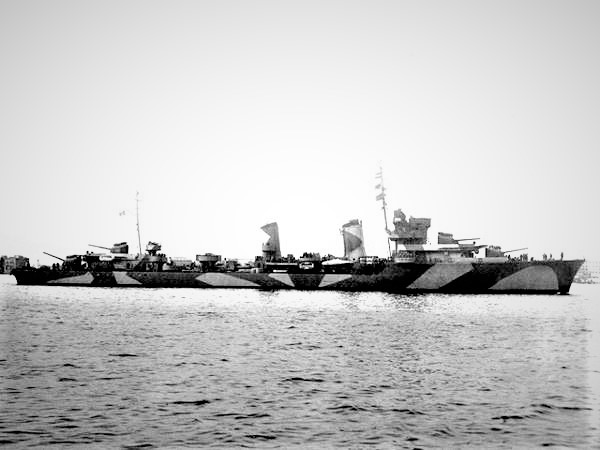
Il cacciatorpediniere TA32, ex italiano Premuda

Il Lookout stabilì un contatto radar con le unità nemiche intorno alle 03:00 del 18 marzo: i tedeschi stavano procedendo verso nord alla velocità di 20 nodi (37 km/h). I cacciatorpediniere britannici si fecero sotto a forte velocità e aprirono il fuoco con i loro cannoni da 120 mm da una distanza di 4 600 metri, muovendo poi parallelamente alla formazione nemica per lanciarle contro dei siluri. I tedeschi furono colti completamente di sorpresa da questo attacco e i cannoni del Lookout asserviti al radar misero subito a segno diversi colpi sulla TA24 e sulla TA29: la seconda unità dovette sganciarsi dal resto della formazione, mentre le altre due navi di von Gartzen tentavano di ritirarsi verso nord. Il Lookout concentrò l'attenzione sulla TA29, muovendole attorno e serrando le distanze fino a 1 800 metri: la torpediniera tedesca si difese fino alla fine, mancando varie volte il Lookout con i suoi cannoni principali e mettendo a segno alcuni colpi con le mitragliere da 20 mm che innescarono sul cacciatorpediniere britannico un incendio subito estinto; il Lookout continuò a cannoneggiare la TA29 fin verso le 04:00, quando infine la torpediniera, centrata più di 40 volte e in preda alle fiamme, si inabissò con la perdita di 20 uomini del suo equipaggio.
Nel frattempo, il Meteor aveva continuato a inseguire la formazione tedesca mentre il Lookout era impegnato nel suo duello con la TA29. Il cacciatorpediniere britannico riottenne un contatto radar alla distanza di 11 200 metri, e dopo essersi avvicinato a tutta forza aprì il fuoco da 7 300 metri centrando subito la TA24; seguendo le fiamme appiccate da questi colpi il Meteor lanciò pochi minuti dopo una salva di siluri, uno dei quali centrò in pieno l'unità tedesca: la torpediniera esplose e affondò nel giro di 13 minuti, con la perdita di 30 uomini dell'equipaggio. Il cacciatorpediniere TA32, raggiunto da alcuni colpi ma rimasto ai margini dello scontro principale, riuscì a sganciarsi e a rientrare a Genova, dove poi si autoaffonderà il 24 aprile 1945 nell'imminenza dell'abbandono della città da parte dei tedeschi; le unità britanniche recuperarono dal mare 244 superstiti delle torpediniere affondate.